# Марікопа (округ, Аризона)
Шаблон:StateAbbr_ 33°30′50″ пн. ш. 112°28′33″ зх. д. / 33.513888888889° пн. ш. 112.47583333333° зх. д.
Округ Марікопа (англ. Maricopa County) — округ (графство) у штаті Аризона. Ідентифікатор округу 04013.

## Історія
Округ утворений 1871 року.

## Демографія
За даними перепису
2000 року
загальне населення округу становило 3072149 осіб, зокрема міського населення було 2981954, а сільського — 90195.
Серед мешканців округу чоловіків було 1536473, а жінок — 1535676. В окрузі було 1132886 домогосподарств, 763110 родин, які мешкали в 1250231 будинках.
Середній розмір родини становив 3,21.
Віковий розподіл населення поданий у таблиці:
| Стать    | До 15 років | 15-21  | 22-29  | 30-39  | 40-49  | 50-65  | 65-85  | Понад 85 |
| -------- | ----------- | ------ | ------ | ------ | ------ | ------ | ------ | -------- |
| Чоловіки | 359813      | 158892 | 200524 | 253075 | 211390 | 198317 | 141520 | 12942    |
| Жінки    | 342439      | 144429 | 181964 | 236227 | 211355 | 214745 | 177332 | 27185    |

## Суміжні округи
- Явапай — північ
- Гіла — схід
- Пінал — південний схід
- Піма — південь
- Ла-Пас — захід
- Юма — захід

## Виноски
1. ↑  U.S. Decennial Census. United States Census Bureau. Архів оригіналу за 19 липня 2018. Процитовано 18 травня 2014.
2. ↑  Historical Census Browser. University of Virginia Library. Архів оригіналу за 11 серпня 2012. Процитовано 18 травня 2014.
3. ↑  Population of Counties by Decennial Census: 1900 to 1990. United States Census Bureau. Архів оригіналу за 22 лютого 2015. Процитовано 18 травня 2014.
4. ↑  Census 2000 PHC-T-4. Ranking Tables for Counties: 1990 and 2000 (PDF). United States Census Bureau. Архів оригіналу (PDF) за 18 грудня 2014. Процитовано 18 травня 2014.
5. ↑  State & County QuickFacts. United States Census Bureau. Архів оригіналу за 30 червня 2011. Процитовано 18 травня 2014.
6. ↑  American FactFinder. Бюро перепису населення США. Архів оригіналу за 26 лютого 2012. Процитовано 31 січня 2008.

| США | Це незавершена стаття з географії США. Ви можете допомогти проєкту, виправивши або дописавши її. |